# Capernaum - Haos și speranță
Capernaum - Haos și speranță (în original Capharnaüm; arabă کفرناحوم – Kafarnāḥūm) este un film dramatic libanez⁠(d) din 2018 regizat de Nadine Labaki⁠(d) și produs de Khaled Mouzanar⁠(d). Scenariul a fost scris de Nadine Labaki, Jihad Hojaily și Michelle Keserwany, fiind inspirat dintr-o poveste scrisă de cei trei împreună cu Georges Khabbaz și Khaled Mouzanar. Personajul principal Zain El Hajj, un tânăr de 12 ani care locuiește în Beirut, este jucat de Zain al-Rafeea, un refugiat sirian. Firul de narațiune al filmului este format din flashback-uri și dezvăluie viața lui Zain El Hajj, inclusiv întâlnirea acestuia cu imigranta etiopiană⁠(d) Rahil și bebelușul ei Yonas, culminând cu încercarea lui Zain de a-și da în judecată părinții pentru abuz asupra copilului.
Premiera filmului a avut loc la 17 mai 2018 în cadrul Festivalului de Film de la Cannes 2018, unde a fost nominalizat pentru Palme d'Or și a câștigat premiul juriului⁠(d). Premiera s-a sfârșit cu o ovație în picioare cu durata de 15 minute. Drepturile de distribuire în America de Nord și cea de Sud au fost achiziționate de Sony Pictures Classics⁠(d), care a mai distribuit în trecut Where Do We Go Now?⁠(d), un alt film de Labaki. Drepturile internaționale aparțin companiei Wild Bunch. Filmul a fost lansat pentru o audiență mai largă la 20 septembrie 2018.
Reacțiile criticilor au fost bune, fiind apreciate în mod deosebit regia lui Labaki, jocul lui al-Rafeea și „realismul documentar” al filmului. În articolele lor publicate în The New York Times, Manohla Dargis⁠(d) și A. O. Scott au apreciat filmul ca fiind unul dintre cele mai bune filme din 2018. Filmul a fost nominalizat la Premiul pentru cel mai bun film străin la Oscar 2019 și a obținut o serie de alte premii.
Dintre filmele arabe și cele ale Orientului Mijlociu⁠(d), Capernaum are cele mai mari încasări din toate timpurile. În ciuda promovării modeste de care a beneficiat înainte de lansare, a devenit un succes comercial, totalizând un venit de 68 milioane $ la nivel mondial, în contrast cu bugetul de producție de 4 milioane $. Cel mai mare succes a fost înregistrat în China, unde a încasat peste 54 milioane $.

## Subiect
Zain El Hajj, un tânăr de 12 ani din cartierele sărace ale Beirutului, execută o pedeapsă de cinci ani de detenție în închisoarea Roumieh⁠(d) pentru înjunghierea unui om pe care el îl numește „fiu de cățea”. Data sa de naștere nu este cunoscută nici de Zain, nici de părinții săi, deoarece el nu are certificat de naștere. Zain este adus în fața unei instanțe, fiind hotărât să înainteze o acțiune civilă împotriva părinților săi: mama Souad și tatăl Selim. Fiind întrebat de judecător de ce vrea să-și dea în judecată părinții, Zain răspunde „Pentru că m-am născut”. Între timp, autoritățile libaneze se ocupă de un grup de lucrători migranți⁠(d) din care face parte o tânără femeie etiopiană pe nume Rahil.
Firul narativ se întrerupe, trecând la câteva luni înainte de arestarea lui Zain. Utilizând rețete false, acesta cumpără din mai multe farmacii pastile de tramadol. Împreună cu sora sa Sahar, zdrobește pastilele în pulbere pe care o îmbibă în haine, pentru ca mama lui să le vândă unor deținuți. Zain lucrează și drept curier pentru Assad, proprietarul unui mic magazin, care oferă chirie familiei El Hajj. Într-o dimineață, Zain descoperă că la Sahar a început ciclul menstrual și o ajută să ascundă dovezile, crezând că ea va fi dată în căsătorie lui Assad dacă părinții ei vor descoperi că a devenit femeie.

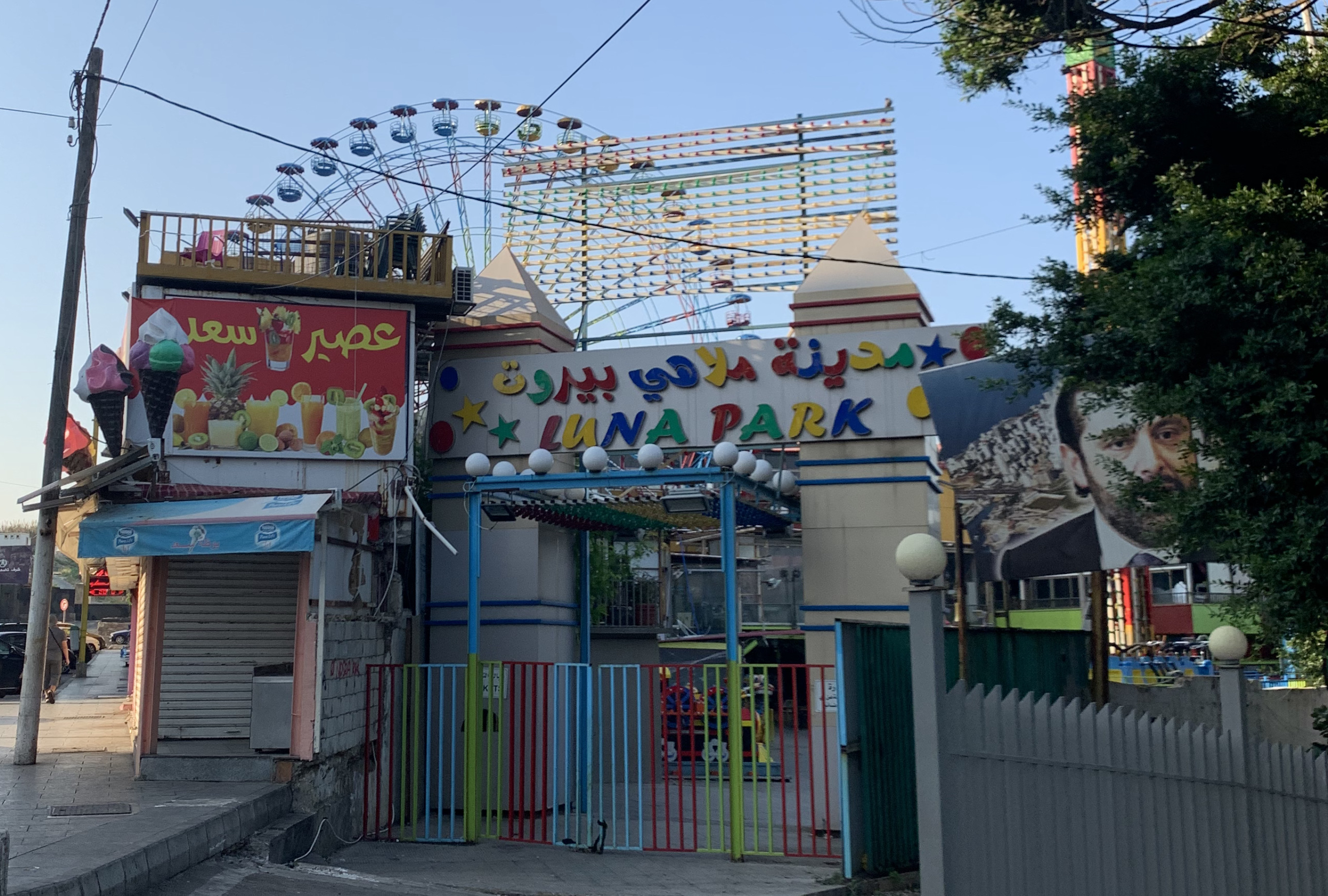
Intrarea în parcul de distracții din, unde Zain o întâlnește pe Rahil

Zain intenționează să evadeze împreună cu Sahar și să înceapă o viață nouă. Cu toate acestea, Sahar este dată în căsătorie lui Assad înainte ca aceștia să poată fugi. Furios pe părinții săi, Zain părăsește căminul familial și urcă într-un autobuz să plece cât mai departe. Acolo el întâlnește un bărbat în vârstă îmbrăcat într-un costum de Om-păianjen, care preferă să fie numit „Omul-gândac”. Acesta din urmă coboară la parcul de distracții din Ras Beirut⁠(d) și Zain îl urmează, petrecând restul zilei în parc. Zain o întâlnește aici pe Rahil, o imigrantă etiopiană care lucrează ca femeie de serviciu. Acesteia i se face milă de Zain și îl lasă să trăiască cu ea în baraca sa, cu condiția ca tânărul să aibă grijă de bebelușul ei Yonas atunci când ea pleacă la serviciu.
Rahil încearcă să-și reînnoiască documentele de identitate, dar nu are suficienți bani pentru a-i plăti lui Aspro, un falsificator de documente din oraș. Acesta din urmă se oferă să falsifice documentele gratuit dacă Rahil i-l dă pe Yonas spre adopție. Tânăra refuză, în ciuda avertizărilor lui Aspro că Yonas nu va putea merge niciodată la școală sau să fie angajat dacă nu va avea documente. Ulterior, în momentul expirării documentelor, Rahil este arestată de autoritățile libaneze. Observând că ea nu se mai întoarce, Zain intră în panică. Trec câteva zile, iar Zain începe să aibă grijă de Yonas de unul singur, spunându-le tuturor că sunt frați. El începe să vândă din nou tramadol pentru a câștiga bani.
Într-o zi, în timp ce se afla în piața în care lucra Aspro, Zain face cunoștință cu o tânără pe nume Maysoun, o refugiată siriană care susține că Aspro a acceptat să o trimită în Suedia. Zain vrea și el să emigreze în Suedia, lucru pe care Aspro se angajează să îl facă dacă îl primește pe Yonas. Zain acceptă reticent. Aspro îi spune că, pentru a-i putea pregăti documentele, va avea nevoie de un document de identificare. Zain se întoarce la părinții săi, cere de la ei certificatul său de naștere, dar aceștia îi spun că el niciodată nu a avut vreun document. Pentru că a fugit de acasă, părinții au încercat să-l pedepsească alungându-l în bătăi, dar nu înainte de a-i dezvălui că Sahar a murit recent din cauza unor dificultăți de sarcină. Furios, Zain ia un cuțit, aleargă la magazinul lui Assad și îl înjunghie. Ca urmare, este arestat și condamnat la cinci ani de închisoare.
Aflându-se în detenție la închisoarea Roumieh, Zain află că mama sa este din nou însărcinată și intenționează să-și numească viitorul copil Sahar. Dezgustat de ignoranța mamei sale, Zain contactează mass-media și spune că este furios pe părinții care fac mulți copii deși știu că nu pot avea grijă de ei. În același moment el își dă în judecată propriii părinți. De asemenea, el îl toarnă pe Aspro, acuzându-l că adoptă în mod ilegal copii și îi maltratează. Locuința lui Aspro este percheziționată și copiii găsiți acolo, printre care și Yonas, sunt întorși părinților.
La sfârșit, Zain trece procedurile de eliberare a buletinului de identitate. Cu dificultate, el reușește în cele din urmă să zâmbească la aparatul de fotografiat.

## Distribuție

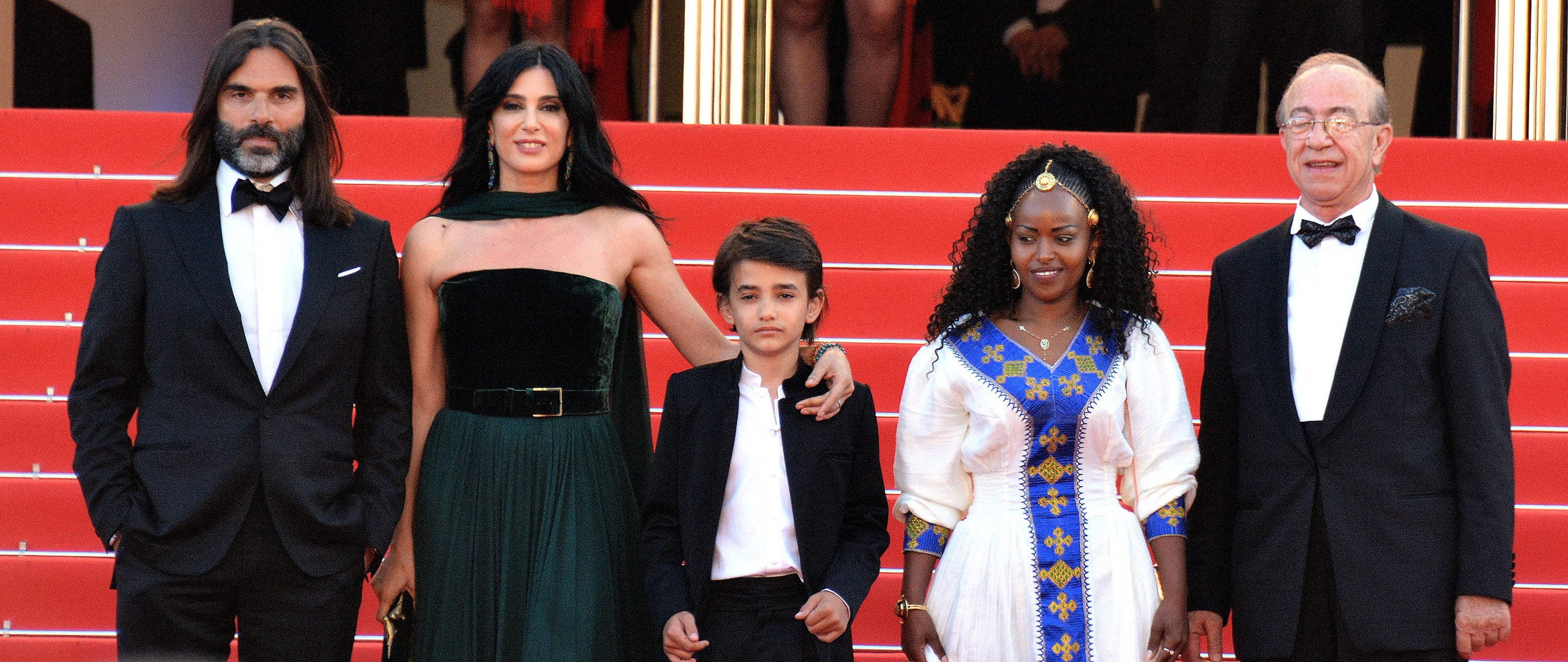
Pe covorul roșu la Festivalul de Film de la Cannes 2018

- Zain al-Rafeea — Zain El Hajj, un băiat de 12 ani din Beirut
- Yordanos Shiferaw — Rahil (sau Tigest), o tânără etiopiană fără documente, care lucrează ca femeie de serviciu la un parc de distracții
- Boluwatife Treasure Bankole — Yonas, fiul lui Rahil
- Kawthar Al Haddad — Souad, mama lui Zain
- Fadi Kamel Youssef — Selim, tatăl lui Zain
- Nour el Husseini — Assad, proprietarul unei mic magazin și soțul lui Sahar
- Alaa Chouchnieh — Aspro, falsificator de documente
- Cedra Izam — Sahar, sora lui Zain
- Nadine Labaki⁠(d) — Nadine, avocata lui Zain
- Joseph Jimbazian — domnul Harout („Omul-gândac”), angajat al parcului de distracții
- Farah Hasno — Maysoun, o tânără refugiată siriană

## Producție
Nadine Labaki, scenarista și regizoarea filmului, a descris astfel concepția filmului:
„Până la urmă, copiii suferă enorm din cauza conflictelor noastre, a războaielor noastre, a sistemelor noastre, a deciziilor noastre stupide, a conducătorilor de țară. Am simțit nevoia de a aduce în lumină această problemă și m-am gândit: dacă acești copii și-ar putea expune gândurile, care ar fi ele? Ce ar avea să ne spună nouă, societății care îi tot ignoră?”
Bugetul de producție a constituit 4 milioane $. Producătorul Khaled Mouzanar și-a pus casa în gaj pentru a se asigura că există suficiente finanțe pentru turnarea filmului.
Zain al-Rafeea, un refugiat sirian care a trăit în cartierele sărace ale Beirutului din 2012, avea 12 ani în timpul filmărilor. Personajul principal a fost numit în cinstea lui. Majoritatea actorilor nu aveau experiență cinematografică; Labaki dorea să vadă pe ecran „o luptă adevărată”. Zain a adus o contribuție semnificativă replicilor din film, bazându-se pe experiența sa de refugiat în Liban. Labaki este și actriță de profesie, dar a jucat totuși doar un rol episodic, preferând să aibă în distribuție actori care se vor comporta la fel ca în propriile lor experiențe de viață.
Filmările au durat șase luni și au rezultat în 500 de ore de peliculă, ceea ce a făcut ca montajul să dureze un an și jumătate, filmul având în final 2 ore.

## Recepție

### Criticii de film
Capernaum - Haos și speranță are 90% recenzii pozitive din cele 159 de pe site-ul Rotten Tomatoes. Pe Metacritic, filmul are un scor mediu de 75% în recenziile a 33 de critici, adică „recenzii în general favorabile”. Filmul a primit recenzii pozitive și din partea publicului, având un rating al audienței de 91% pe Rotten Tomatoes și 4,5 din 5 stele pe AlloCiné în baza a peste 1.405 recenzii.
Multe recenzii au fost extrem de pozitive. A. O. Scott de la The New York Times consideră că acesta este al nouălea cel mai mare film din 2018, opinând că „naturalismul întâlnește melodrama în această poveste îngrozitoare, agitată a aventurilor unui băiat pierdut în locurile rău-famate ale Beirutului... Labaki nu vrea să piardă din vedere jovialitatea, curajul și umorul care îi însoțește pe oameni chiar și în momentele de grea cumpănă”. Jay Weissberg de la revista Variety vede în Capernaum progrese substanțiale în talentul lui Labaki, regia ei fiind „mai inteligentă și mai de suflet”. Criticul Leslie Felperin de la The Hollywood Reporter crede că filmul este o „melodramă autentică”. Pe Vulture.com, Emily Yoshida îl apreciază pe Zain al-Rafeea ca fiind „o prezență uimitoare, de neuitat”. Ea crede că filmul este „unul dintre cele mai puternice filme pro-choice⁠(d) care le-am văzut vreodată”, deși avortul nu este menționat în film.
Unele recenzii au fost mai moderate. Într-un articol pentru The A.V. Club⁠(d), A.A. Dowd a numit filmul „o grămadă de tristețe care confundă dificultățile de viață nesfârșite cu drama, cerșind lacrimile noastre la fiecare pas”. Criticul David Ehrlich de la IndieWire⁠(d) a scris, de asemenea, o recenzie mixtă, numind filmul „o operă excelentă de realism social, contrabalansată (și în cele din urmă învinsă) de o serie de greșeli crase”.

### Încasări
Către sfârșitul lunii mai 2019, filmul încasase 68.583.867 dolari americani în toată lumea, având un buget de producție de 4 milioane $. A devenit cel mai de succes film arab și în genere din Orientul Mijlociu⁠(d), depășind recordul de 21 milioane $ deținut de un film mai vechi al aceleiași Nadine Labaki, Where Do We Go Now?⁠(d) (2012).
Filmul a fost lansat în Statele Unite și Canada la 14 decembrie 2018, încasând, către mai 2019, 1.661.096 dolari americani în cele două țări. În restul lumii, filmul a încasat 66.925.000 dolari americani.
În China a fost lansat la 29 aprilie 2019, debutând pe locul doi după Răzbunătorii: Sfârșitul jocului. Capernaum a avut un succes enorm în China, datorită popularității sale în social media chinezească (pe platforme precum Douban⁠(d) și TikTok). Până la 5 mai 2019, Capernaum a încasat 25,22 milioane $ în China, cedând doar filmului Răzbunătorii: Sfârșitul jocului la încasările internaționale din acel weekend. Către 16 mai 2019, în doar două săptămâni, filmul încasa peste CN¥300 milioane (44 milioane $) în China, un lucru total neprevăzut. Până la sfârșitul lunii iunie 2019, filmul a încasat 54.315.148 de dolari americani în China.

### Premii și nominalizări
Filmul a fost selectat să reprezinte Libanul la Premiul pentru cel mai bun film străin în cadrul Oscar 2019. A ajuns în lista scurtă din decembrie 2018 și a fost nominalizat oficial în ianuarie 2019.
| Premiu                                                     | Data ceremoniei                  | Categorie                                                 | Laureat(-ți)                                     | Rezultat     | Note          |
| ---------------------------------------------------------- | -------------------------------- | --------------------------------------------------------- | ------------------------------------------------ | ------------ | ------------- |
| Alliance of Women Film Journalists⁠(d)                      | 10 ianuarie 2019                 | Cel mai bun film într-o limbă străină                     |                                                  | Nominalizare | [ 45 ]        |
| Alliance of Women Film Journalists⁠(d)                      | 10 ianuarie 2019                 | Cea mai bună regizoare⁠(d)                                 | Nadine Labaki                                    | Nominalizare | [ 45 ]        |
| Festivalul Internațional de Film de la Antalya⁠(d)          | 29 septembrie – 5 octombrie 2018 | Cel mai bun actor                                         | Zain al-Rafeea                                   | Câștigat     | [ 46 ]        |
| Festivalul Internațional de Film de la Antalya⁠(d)          | 29 septembrie – 5 octombrie 2018 | Premiul tânărului juriu                                   |                                                  | Câștigat     | [ 47 ]        |
| Asia Pacific Screen Awards⁠(d)                              | 29 noiembrie 2018⁠(d)             | Cea mai bună regie⁠(d)                                     | Nadine Labaki                                    | Câștigat     | [ 48 ] [ 49 ] |
| Asia Pacific Screen Awards⁠(d)                              | 29 noiembrie 2018⁠(d)             | Cel mai bun joc actoricesc⁠(d)                             | Zain al-Rafeea                                   | Nominalizare | [ 48 ] [ 49 ] |
| Premiile BAFTA                                             | 10 februarie 2019⁠(d)             | Cel mai bun film într-o limbă străină alta decât engleza  |                                                  | Nominalizare | [ 50 ]        |
| Premiul Asociației Criticilor de Film (BFCA)               | 13 ianuarie 2019⁠(d)              | Cel mai bun film într-o limbă străină⁠(d)                  |                                                  | Nominalizare | [ 51 ]        |
| Premiile Filmului Britanic Independent⁠(d)                  | 2 decembrie 2018⁠(d)              | Cel mai bun film independent străin⁠(d)                    |                                                  | Nominalizare | [ 52 ]        |
| Festivalul Internațional de Film de la Calgary⁠(d)          | 19-30 septembrie 2018            | Premiul publicului, Cea mai bună poveste US/Internațional |                                                  | Câștigat     | [ 53 ]        |
| Festivalul Internațional de Film de la Calgary⁠(d)          | 19-30 septembrie 2018            | Favoritul publicului                                      | Câștigat                                         |              | [ 53 ]        |
| Festivalul Internațional de Film de la Cannes              | 8-19 mai 2018                    | Palme d'Or                                                |                                                  | Nominalizare | [ 6 ]         |
| Festivalul Internațional de Film de la Cannes              | 8-19 mai 2018                    | Premiul juriului⁠(d)                                       | Câștigat                                         | [ 8 ]        |               |
| Festivalul Internațional de Film de la Cannes              | 8-19 mai 2018                    | Premiul juriului ecumenic                                 | Câștigat                                         |              |               |
| Premiul César                                              | 22 februarie 2019⁠(d)             | Cel mai bun film străin                                   |                                                  | Nominalizare | [ 54 ]        |
| Asociația Criticilor de Film din Chicago⁠(d)                | 8 decembrie 2018⁠(d)              | Cel mai bun film într-o limbă străină⁠(d)                  |                                                  | Nominalizare | [ 55 ]        |
| Fundația Cinema pentru Pace⁠(d)                             | 11 februarie 2019                | Cel mai valoros film al anului                            |                                                  | Câștigat     | [ 56 ]        |
| FICFA⁠(d)                                                   | 15-23 noiembrie 2018             | Cel mai bun film străin                                   |                                                  | Câștigat     | [ 57 ]        |
| FICFA⁠(d)                                                   | 15-23 noiembrie 2018             | Premiul publicului                                        | Câștigat                                         |              | [ 57 ]        |
| Film Fest Gent⁠(d)                                          | 8-18 octombrie 2018              | Premiul publicului din Marea Nordului                     |                                                  | Câștigat     | [ 58 ]        |
| Premiile Globes de Cristal⁠(d)                              | 4 februarie 2019                 | Cel mai bun film străin                                   |                                                  | Nominalizare | [ 59 ]        |
| Premiile Globul de Aur                                     | 6 ianuarie 2019                  | Cel mai bun film într-o limbă străină                     |                                                  | Nominalizare | [ 60 ]        |
| Festivalul Internațional de Film de la Leeds⁠(d)            | 1-15 noiembrie 2018              | Premiul publicului pentru cel mai bun film de ficțiune    |                                                  | Câștigat     | [ 61 ]        |
| Festivalul Internațional de Film de la Melbourne⁠(d)        | 2-19 august 2018                 | Premiul publicului pentru cel mai bun fir de narațiune    |                                                  | Câștigat     | [ 62 ]        |
| Festivalul Internațional de Film de la Miami⁠(d)            | 11-14 octombrie 2018             | Premiul publicului Gigi Guermont                          |                                                  | Câștigat     | [ 63 ]        |
| Festivalul de Film de la Mill Valley⁠(d)                    | 3-13 octombrie 2018              | Favoritul publicului - World Cinema, Premiul de aur       |                                                  | Câștigat     | [ 64 ]        |
| Festivalul Internațional Norvegian de Film⁠(d)              | august 2018                      | Premiul publicului                                        |                                                  | Câștigat     | [ 65 ]        |
| Premiile Oscar                                             | 24 februarie 2019                | Cel mai bun film străin                                   |                                                  | Nominalizare | [ 66 ]        |
| Festivalul Internațional de Film de la Rotterdam⁠(d) (IFFR) | 23 ianuarie – 3 februarie 2019   | Premiul publicului IFFR                                   |                                                  | Câștigat     | [ 67 ]        |
| Societatea criticilor de film din San Diego⁠(d)             | 10 decembrie 2018⁠(d)             | Cel mai bun film într-o limbă străină⁠(d)                  |                                                  | Locul 2      | [ 68 ]        |
| Festivalul Internațional de Film de la San Sebastián       | 21-29 septembrie 2018            | Premiul publicului                                        |                                                  | Locul 2      | [ 69 ]        |
| Festivalul Internațional de Film de la São Paulo⁠(d)        | 18-31 octombrie 2018             | Premiul publicului                                        |                                                  | Câștigat     | [ 70 ]        |
| Festivalul de Film de la Sarajevo                          | 10-17 august 2018                | Premiul publicului                                        |                                                  | Câștigat     | [ 71 ]        |
| Asociația Criticilor de Film din St. Louis⁠(d)              | 16 decembrie 2018                | Cel mai bun film străin                                   |                                                  | Nominalizare | [ 72 ]        |
| Festivalul Internațional de Film de la St. Louis⁠(d)        | 1-11 noiembrie 2018              | Cel mai bun film internațional                            |                                                  | Câștigat     | [ 73 ]        |
| Festivalul Internațional de Film de la Stockholm⁠(d)        | 7-18 noiembrie 2018              | Cel mai bun scenariu                                      | Nadine Labaki, Jihad Hojaily, Michelle Keserwany | Câștigat     | [ 74 ]        |
| Festivalul Internațional de Film de la Stockholm⁠(d)        | 7-18 noiembrie 2018              | Premiul publicului                                        |                                                  | Câștigat     | [ 75 ]        |
| Festivalul Internațional de Film de la Vilnius⁠(d)          | 6 aprilie 2019                   | Premiul publicului                                        |                                                  | Câștigat     | [ 76 ]        |
| Asociația Criticilor de film din zona Washington D.C.⁠(d)   | 3 decembrie 2018⁠(d)              | Cel mai bun film într-o limbă străină⁠(d)                  |                                                  | Nominalizare | [ 77 ]        |